# Сторожевское муниципальное образование
Сторожевское муниципальное образование — упраздняемое сельское поселение в Татищевском районе Саратовской области России.
Административный центр — село Сторожевка.

## История
Образовано к 1 января 2005 года.
Упраздняется законом от 28 марта 2022 года путём включения с 1 января 2025 года в городской округ города Саратова. В июле 2024 года начата подготовка по присоединению к городскому округу.

## Население
| 2010  | 2011  | 2012  | 2013  | 2014  | 2015  | 2016  | 2017  | 2018  |
| ----- | ----- | ----- | ----- | ----- | ----- | ----- | ----- | ----- |
| 5158  | ↗5173 | ↗5201 | ↘5200 | ↗5233 | ↗5299 | ↗5377 | ↗5391 | ↗5401 |
| 2019  | 2020  | 2021  |       |       |       |       |       |       |
| ↗5405 | ↗5426 | ↘5307 |       |       |       |       |       |       |

## Населённые пункты
В состав сельского поселения входили 10 сельских населённых пунктов:
| №  | Населённый пункт | Тип     | Население |
| -- | ---------------- | ------- | --------- |
| 1  | Докторовка       | деревня | 20        |
| 2  | Зеленкино        | деревня | 68        |
| 3  | Ильиновка        | деревня | ↗222      |
| 4  | Каменский        | посёлок | 5         |
| 5  | Курдюм           | село    | ↗633      |
| 6  | Курдюм           | станция | ↘690      |
| 7  | Поляков          | хутор   | 5         |
| 8  | Сторожевка       | село    | ↘3276     |
| 9  | Труд             | посёлок | 29        |
| 10 | Шевыревка        | деревня | 67        |